# Lost City (Hydrothermalfeld)

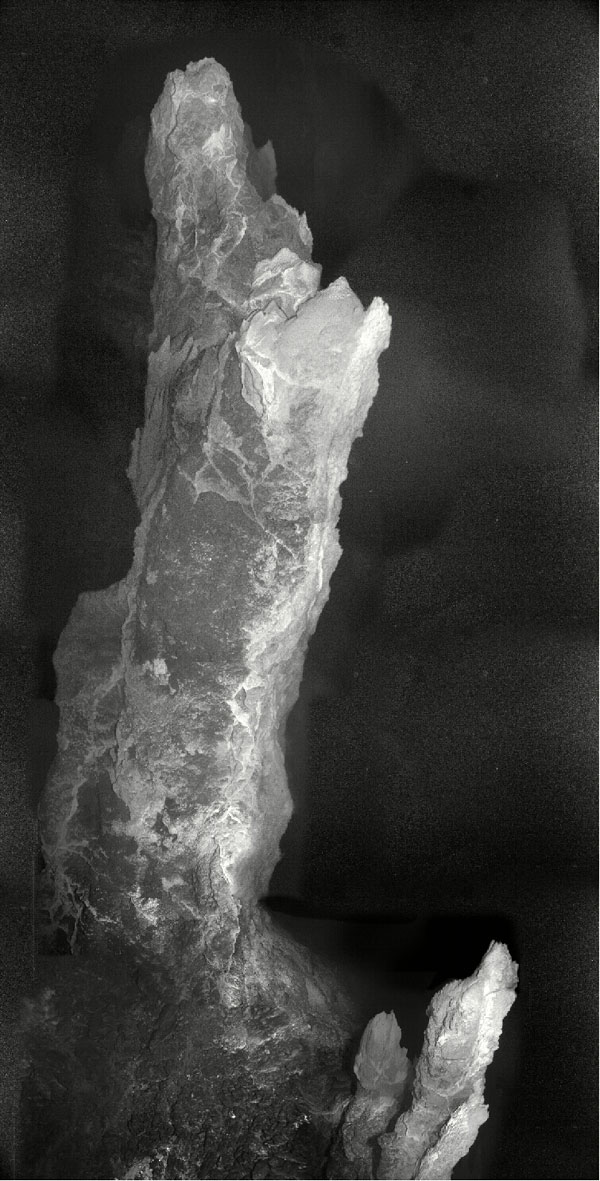
Kalkschlot in Lost City. Die Austrittsöffnung der Hydrothermalquelle scheint schon einmal abgebrochen und neu aufgebaut worden zu sein.

Lost City (englisch Lost City hydrothermal field, LCHF) ist der Name eines Gebietes von heißen Quellen oder hydrothermalen Schloten (Rauchern) im Atlantis-Massiv, einem untermeerischen Gebirge im mittleren Atlantik.

## Beschreibung

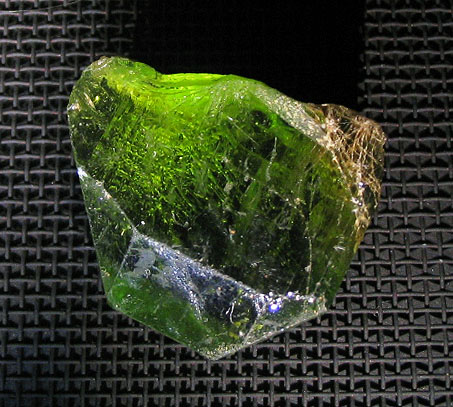
Olivin, für Weiße Raucher typisches Mineral, verantwortlich für die Serpentinisierung von Lost City.

Dieses Massiv ist ein Teil des Mittelatlantischen Rückens, des vulkanisch aktiven Gebirgszugs, der den Ozean auf ganzer Länge von Norden nach Süden durchzieht. Lost City unterscheidet sich erheblich von anderen hydrothermalen Gebieten, wie den seit den späten 1970er Jahren bekannten Black-Smoker-Schloten. Es besteht aus einem Feld mit etwa 30 Schloten, die hauptsächlich aus Calciumcarbonat (Kalk) bestehen und 30 Meter bis 60 Meter hoch sind (Weißer Raucher, white smoker). Daneben findet sich eine Anzahl kleinerer Schlote. Geologen, Chemiker und Biologen können dort die abiotischen Prozesse und die Lebensformen eines bisher unbekannten Ökosystems erforschen, das auf Methan und Wasserstoff als Energiequelle basiert.

## Forschungsgeschichte
Lost City wurde im Dezember 2000 auf einer Expedition der National Science Foundation entdeckt. Eine zweite Expedition, die 2003 ausgerüstet wurde, benutzte das Tiefsee-U-Boot Alvin (DSV-2), um die Schlote zu erforschen. Eine dritte Expedition durch die National Oceanic and Atmospheric Administration (NOAA) folgte im Jahr 2005 mit den U-Booten Hercules und Argus. Die Einzelheiten über die ungewöhnliche Chemie und Biologie des Hydrothermalgebietes wurden im März 2005 veröffentlicht.
Die Schlote geben vor allem Methan und Wasserstoff in das umgebende Wasser ab. Diese Gase stammen aus hoch basischen Fluiden, das sind konzentrierte Lösungen, die dort mit einem pH-Wert von 9 bis 11 und Temperaturen zwischen 40 °C und 90 °C austreten. Diese Fluide entstehen dadurch, dass Meerwasser mit dem Gestein Peridotit in einem exothermen Prozess reagiert und es zu Serpentin umwandelt (Serpentinisierung), wobei zusätzlich Methan (CH4), Schwefelwasserstoff (H2S) und Wasserstoffgas (H2) erzeugt werden können. Möglich ist das, da der Peridotit durch tektonische Vorgänge aus der Tiefe nahe an den Meeresboden angehoben wurde. Weitere Effekte sind eine Abnahme der Dichte des Gesteins und eine Volumenvergrößerung von 20 bis 40 %, wodurch zusätzliche Risse im Gestein entstehen und Meerwasser in bisher unbeeinflusste Bereiche des Peridotits vordringen kann.
Im Gegensatz zu Schwarzen Rauchern fördern diese Fluide nur unbedeutende Mengen von Kohlendioxid und Metallen. Die Temperaturen und pH-Werte der Schwarze-Raucher-Fluide sind ebenfalls deutlich anders als die der Schlote von Lost City.
Die Isotopen-Werte von Strontium, Kohlenstoff und Sauerstoff sowie Radiokarbon-Datierungen belegen eine mindestens 30.000-jährige hydrothermale Aktivität in Lost City, womit es um mindestens zwei Größenordnungen älter ist als die bisher bekannten Schwarzen Raucher; andere Schätzungen gehen bis zu mehr als 120.000 Jahren. Dementsprechend unterscheiden sich auch die Lebensformen in den beiden Typen von Hydrothermalgebieten enorm. Die Schlote von Lost City lassen die hohe Biomasse von Mikroorganismen vermissen, die für die Schwarzen Raucher typisch sind. Dennoch beherbergt Lost City eine Vielzahl von kleinen wirbellosen Tieren, die sich vor allem auf den Kalkstrukturen aufhalten, darunter Schnecken, Muscheln, polychaete Würmer, Flohkrebse und Ostrakoden (Ostracoda). Im Inneren der Schlote leben Methanosarcina-ähnliche Archaeen, die das austretende Methan oxidieren, neben Firmicutes-ähnlichen Bakterien. Außerhalb der Schlote oxidieren andere Archaeen sowohl Methan als auch Schwefel und Wasserstoff, wie die kürzlich neu beschriebene ANME 1 und auch andere Bakterien, einschließlich Proteobacteria. Aufgrund seiner Chemie stellt Lost City ein Modell für die Verhältnisse auf der frühen Erde dar, die die Entstehung von Leben ermöglicht haben.

## Schürfrechte
Im Jahr 2018 wurde publik, dass Polen die Rechte für die Ausbeutung der Tiefsee um Lost City erworben hat. 
Während im Thermalfeld selbst keine wertvollen Ressourcen abgebaut werden sollen, könnte die Zerstörung der Umgebung unvorhersehbare Folgen haben.
Experten fordern daher, Lost City in die UNESCO-Welterbe-Liste aufzunehmen, um das Naturdenkmal zu schützen, bevor es zu spät ist.

## Triviales
Lost City war ein Schauplatz in dem IMAX-3D-Film Aliens of the Deep unter der Regie von James Cameron und Steven Quale.